# Specie di Theridiidae (E-S)
Di seguito sono elencate tutte le specie di ragni della famiglia Theridiidae il cui genere ha per iniziale dalla lettera E alla lettera S, note al 12 giugno 2008.

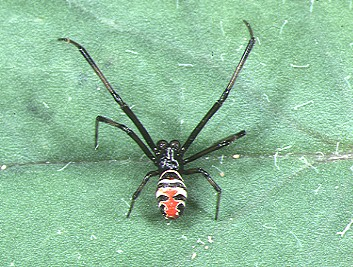
Latrodectus elegans, maschio

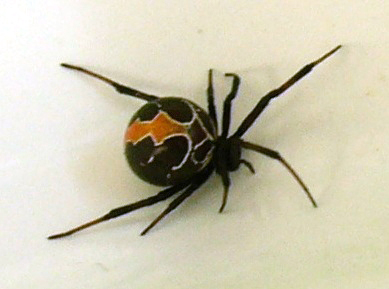
Latrodectus katipo, femmina

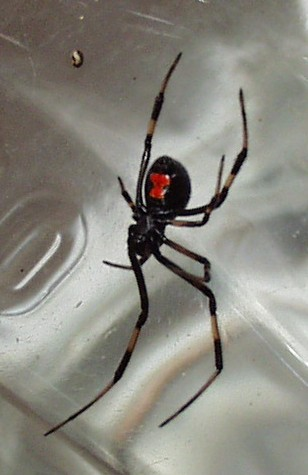
Latrodectus mactans

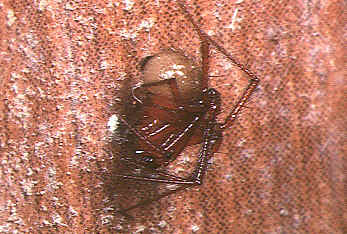
Nesticodes rufipes, maschio

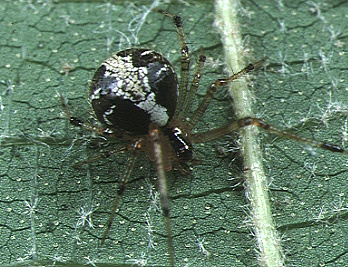
Nipponidion okinawensis, femmina

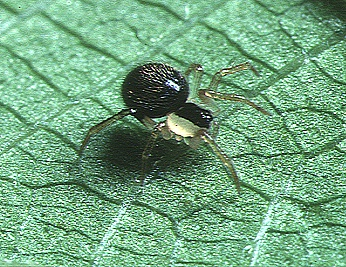
Phycosoma flavomarginatum, femmina

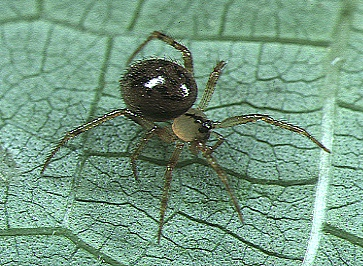
Phycosoma mustelinum, femmina

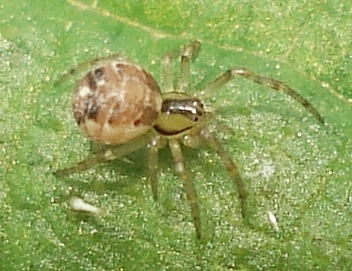
Phylloneta impressa

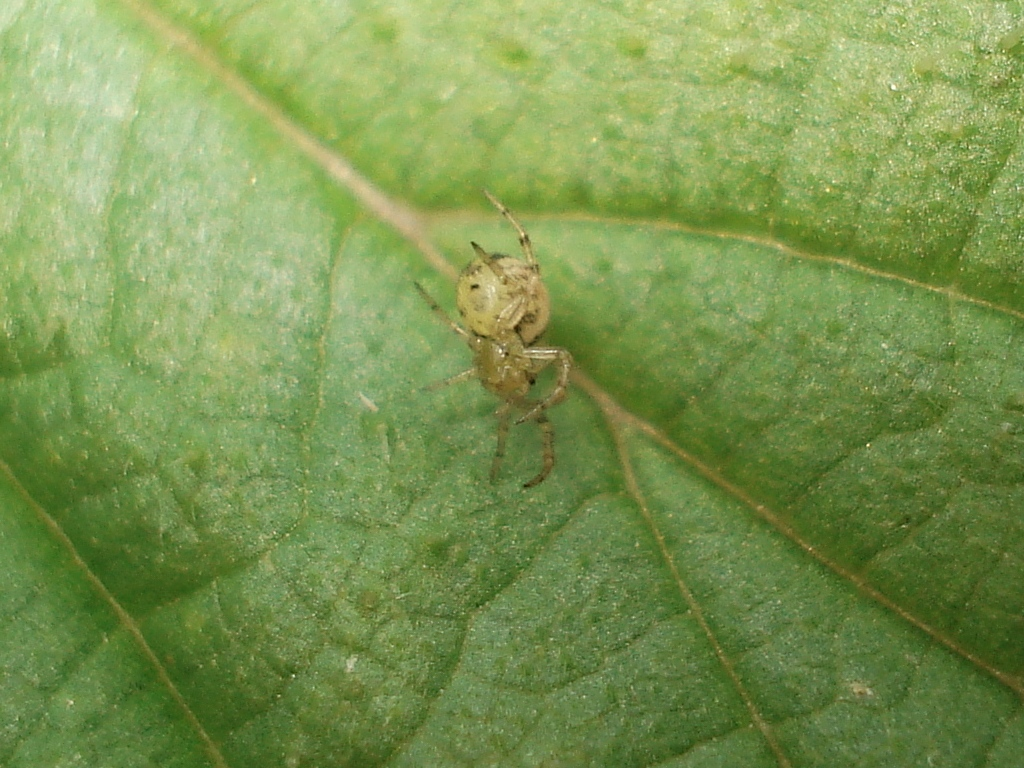
Phylloneta impressa

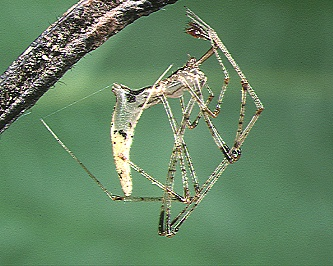
Rhomphaea tanikiwai, maschio

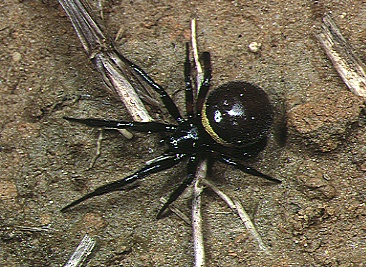
Steatoda cingulata, femmina

## Echinotheridion
Echinotheridion Levi, 1963
- Echinotheridion andresito Ramírez & González, 1999 — Brasile, Argentina
- Echinotheridion cartum Levi, 1963 — Brasile, Paraguay, Argentina
- Echinotheridion elicolum Levi, 1963 — Venezuela
- Echinotheridion gibberosum (Kulczynski, 1899) — Madeira, Isole Canarie
- Echinotheridion levii Ramírez & González, 1999 — Brasile
- Echinotheridion lirum Marques & Buckup, 1989 — Brasile
- Echinotheridion otlum Levi, 1963 — Ecuador
- Echinotheridion urarum Buckup & Marques, 1989 — Brasile
- Echinotheridion utibile (Keyserling, 1884) — Brasile

## Emertonella
Emertonella Bryant, 1945
- Emertonella emertoni (Bryant, 1933) — USA
- Emertonella taczanowskii (Keyserling, 1886) — dagli USA all'Argentina, dallo Sri Lanka alle Isole Ryukyu

## Enoplognatha
Enoplognatha Pavesi, 1880

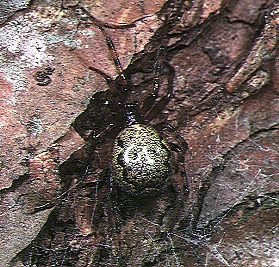
Enoplognatha abrupta, femmina

- Enoplognatha abrupta (Karsch, 1879) — Russia, Cina, Corea, Giappone
- Enoplognatha afrodite Hippa & Oksala, 1983 — Europa meridionale
- Enoplognatha almeriensis Bosmans & Van Keer, 1999 — Spagna
- Enoplognatha apaya Barrion & Litsinger, 1995 — Filippine
- Enoplognatha bidens Simon, 1908 — Australia occidentale
- Enoplognatha biskrensis Denis, 1945 — Marocco, Algeria, Tunisia
- Enoplognatha bobaiensis Zhu, 1998 — Cina
- Enoplognatha cariasoi Barrion & Litsinger, 1995 — Filippine
- Enoplognatha caricis (Fickert, 1876) — Regione olartica
- Enoplognatha carinata Bosmans & Van Keer, 1999 — Marocco, Algeria
- Enoplognatha deserta Levy & Amitai, 1981 — dal Marocco ad Israele
- Enoplognatha diodonta Zhu & Zhang, 1992 — Cina
- Enoplognatha diversa (Blackwall, 1859) — Madeira, Isole Canarie, Spagna, dal Marocco alla Grecia
- Enoplognatha franzi Wunderlich, 1995 — Mediterraneo
- Enoplognatha gemina Bosmans & Van Keer, 1999 — Mediterraneo
- Enoplognatha gershomi Bosmans & Van Keer, 1999 — Israele
- Enoplognatha giladensis (Levy & Amitai, 1982) — Isola di Rodi, Israele
- Enoplognatha gramineusa Zhu, 1998 — Cina
- Enoplognatha hermani Bosmans & Van Keer, 1999 — Algeria
- Enoplognatha inornata O. P.-Cambridge, 1904 — Sudafrica
- Enoplognatha intrepida (Sørensen, 1898) — USA, Canada, Alaska, Groenlandia
- Enoplognatha joshua Chamberlin & Ivie, 1942 — USA
- Enoplognatha juninensis (Keyserling, 1884) — Perù
- Enoplognatha kalaykayina Barrion & Litsinger, 1995 — Filippine
- Enoplognatha latimana Hippa & Oksala, 1982 — Regione olartica
- Enoplognatha lordosa Zhu & Song, 1992 — Cina, Giappone
- Enoplognatha macrochelis Levy & Amitai, 1981 — Grecia, Turchia, Cipro, Israele
- Enoplognatha malapahabanda Barrion & Litsinger, 1995 — Filippine
- Enoplognatha mandibularis (Lucas, 1846) — Regione paleartica
- Enoplognatha margarita Yaginuma, 1964 — Russia, Cina, Corea, Giappone
- Enoplognatha mariae Bosmans & Van Keer, 1999 — Isola di Creta, Isola di Rodi
- Enoplognatha maricopa Levi, 1962 — USA
- Enoplognatha marmorata (Hentz, 1850) — America settentrionale
- Enoplognatha maysanga Barrion & Litsinger, 1995 — Filippine
- Enoplognatha mediterranea Levy & Amitai, 1981 — Turchia, Cipro, Israele

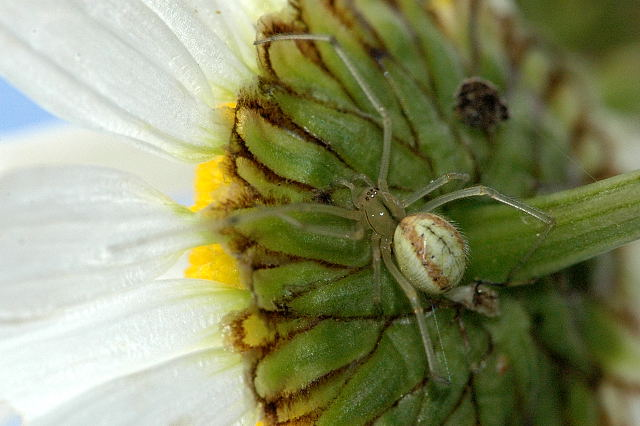
Enoplognatha ovata, femmina

- Enoplognatha molesta O. P.-Cambridge, 1904 — Sudafrica
- Enoplognatha monstrabilis Marusik & Logunov, 2002 — Russia
- Enoplognatha mordax (Thorell, 1875) — Regione paleartica
- Enoplognatha nigromarginata (Lucas, 1846) — dalla Spagna alla Grecia, Marocco, Algeria
- Enoplognatha oelandica (Thorell, 1875) — Regione paleartica
- Enoplognatha oreophila (Simon, 1894) — Sri Lanka
- Enoplognatha orientalis Schenkel, 1963 — Cina
- Enoplognatha ovata (Clerck, 1757) — Regione olartica
- Enoplognatha parathoracica Levy & Amitai, 1981 — Turchia, Israele
- Enoplognatha penelope Hippa & Oksala, 1982 — Grecia, Bulgaria
- Enoplognatha peruviana Chamberlin, 1916 — Perù
- Enoplognatha philippinensis Barrion & Litsinger, 1995 — Filippine
- Enoplognatha procerula Simon, 1909 — Sudafrica
- Enoplognatha pulatuberculata Barrion & Litsinger, 1995 — Filippine
- Enoplognatha puno Levi, 1962 — Perù
- Enoplognatha qiuae Zhu, 1998 — Cina
- Enoplognatha quadripunctata Simon, 1884 — Mediterraneo
- Enoplognatha robusta Thorell, 1898 — Myanmar
- Enoplognatha sattleri Bösenberg, 1895 — Madeira, Isole Selvagens (Isole Canarie)
- Enoplognatha selma Chamberlin & Ivie, 1946 — USA
- Enoplognatha serratosignata (L. Koch, 1879) — Regione paleartica
- Enoplognatha tadzhica Sytshevskaja, 1975 — Tagikistan
- Enoplognatha testacea Simon, 1884 — dall'Europa centrale e meridionale all'Asia centrale
- Enoplognatha thoracica (Hahn, 1833) — Regione olartica
- Enoplognatha turkestanica Charitonov, 1946 — Asia centrale
- Enoplognatha tuybaana Barrion & Litsinger, 1995 — Filippine
- Enoplognatha verae Bosmans & Van Keer, 1999 — Marocco, Spagna, Tunisia, Italia, Grecia
- Enoplognatha wyuta Chamberlin & Ivie, 1942 — USA
- Enoplognatha yelpantrapensis Barrion & Litsinger, 1995 — Filippine
- Enoplognatha zapfeae Levi, 1962 — Cile

## Episinus

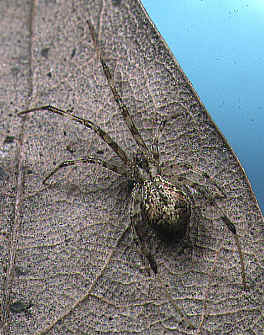
Episinus affinis, femmina

Episinus Walckenaer, in Latreille, 1809
- Episinus affinis Bösenberg & Strand, 1906 — Russia, Corea, Taiwan, Giappone, Isole Ryukyu
- Episinus albescens Denis, 1965 — Francia
- Episinus albostriatus (Simon, 1895) — Perù
- Episinus algiricus Lucas, 1846 — Spagna, Francia, Italia, Africa nordoccidentale
- Episinus amoenus Banks, 1911 — USA
- Episinus angulatus (Blackwall, 1836) — dall'Europa alla Russia
- Episinus antipodianus O. P.-Cambridge, 1879 — Nuova Zelanda
- Episinus aspus Levi, 1964 — Nicaragua
- Episinus bicorniger (Simon, 1894) — Brasile
- Episinus bicornis (Thorell, 1881) — Queensland
- Episinus bicruciatus (Simon, 1895) — Brasile
- Episinus bifrons (Thorell, 1895) — Myanmar
- Episinus bigibbosus O. P.-Cambridge, 1896 — Panama
- Episinus bilineatus Simon, 1894 — Sudafrica
- Episinus bimucronatus (Simon, 1895) — Venezuela

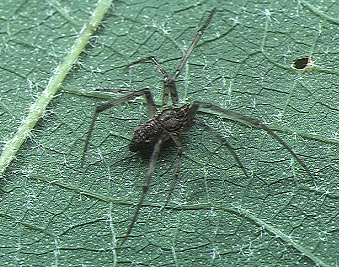
Episinus affinis, maschio

- Episinus bishopi (Lessert, 1929) — Congo
- Episinus bruneoviridis (Mello-Leitão, 1948) — Panama, da Trinidad alla Guyana
- Episinus cavernicola (Kulczynski, 1897) — Croazia, Slovenia
- Episinus chiapensis Levi, 1955 — Messico
- Episinus chikunii Yoshida, 1985 — Giappone
- Episinus cognatus O. P.-Cambridge, 1893 — dagli USA al Perù, Brasile
- Episinus colima Levi, 1955 — dal Messico a Panama
- Episinus conifer (Urquhart, 1886) — Nuova Zelanda
- Episinus crysus Buckup & Marques, 1992 — Brasile
- Episinus cuzco Levi, 1967 — Perù
- Episinus dominicus Levi, 1955 — Hispaniola
- Episinus emanus Levi, 1964 — Panama
- Episinus erythrophthalmus (Simon, 1894) — Panama, dalle Piccole Antille alla Bolivia
- Episinus fontinalis Levy, 1985 — Israele
- Episinus garisus Buckup & Marques, 1992 — Brasile
- Episinus gibbus Zhu & Wang, 1995 — Cina
- Episinus gratiosus Bryant, 1940 — Cuba, Hispaniola
- Episinus hickmani Caporiacco, 1949 — Kenya
- Episinus immundus (Keyserling, 1884) — Perù, Brasile
- Episinus implexus (Simon, 1894) — Venezuela
- Episinus israeliensis Levy, 1985 — Israele

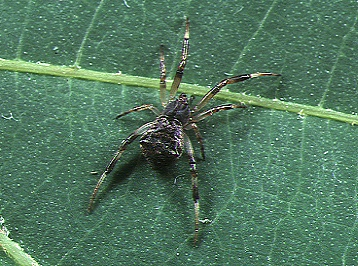
Episinus nubilus, femmina

- Episinus juarezi Levi, 1955 — Messico
- Episinus kitazawai Yaginuma, 1958 — Russia, Giappone
- Episinus longabdomenus Zhu, 1998 — Cina
- Episinus luteolimbatus (Thorell, 1898) — Myanmar
- Episinus macrops Simon, 1903 — Guinea Equatoriale, Congo
- Episinus maculipes Cavanna, 1876 — dall'Inghilterra all'Algeria, Ucraina
  - Episinus maculipes numidicus Kulczynski, 1905 — Africa settentrionale
- Episinus maderianus Kulczynski, 1905 — Madeira
- Episinus makiharai Okuma, 1994 — Taiwan
- Episinus malachinus (Simon, 1895) — Perù
- Episinus marginatus (Thorell, 1898) — Myanmar
- Episinus marignaci (Lessert, 1933) — Angola
- Episinus meruensis Tullgren, 1910 — Tanzania
- Episinus modestus (Thorell, 1898) — Myanmar
- Episinus moyobamba Levi, 1964 — Perù
- Episinus mucronatus (Simon, 1894) — Singapore
- Episinus nadleri Levi, 1955 — Isole Bahama, Giamaica
- Episinus nebulosus (Simon, 1895) — Brasile, Paraguay
- Episinus nubilus Yaginuma, 1960 — Cina, Corea, Taiwan, Giappone, Isole Ryukyu
- Episinus ocreatus (Simon, 1909) — Vietnam
- Episinus panamensis Levi, 1955 — Panama

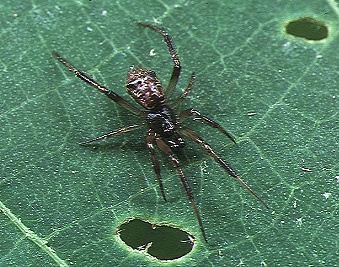
Episinus nubilus, maschio

- Episinus pictus (Simon, 1895) — Singapore
- Episinus porteri (Simon, 1901) — Cile, Argentina
- Episinus punctisparsus Yoshida, 1983 — Taiwan
- Episinus putus O. P.-Cambridge, 1894 — dal Messico a Panama
- Episinus pyrus Levi, 1964 — Panama
- Episinus recifensis Levi, 1964 — Brasile
- Episinus rhomboidalis (Simon, 1895) — Camerun, Myanmar, Singapore
- Episinus rio Levi, 1967 — Brasile
- Episinus salobrensis (Simon, 1895) — Trinidad, Brasile, Guyana
- Episinus similanus Urquhart, 1893 — Nuova Zelanda
- Episinus similitudus Urquhart, 1893 — Nuova Zelanda
- Episinus taibeli Caporiacco, 1949 — Etiopia
- Episinus taprobanicus (Simon, 1895) — Sri Lanka
- Episinus teresopolis Levi, 1964 — Brasile
- Episinus theridioides Simon, 1873 — Spagna, Francia, Corsica, Sardegna
- Episinus truncatus Latreille, 1809 — Regione paleartica
- Episinus typicus (Nicolet, 1849) — Cile
- Episinus unitus Levi, 1964 — Cuba, Giamaica
- Episinus variacorneus Chen, Peng & Zhao, 1992 — Cina
- Episinus vaticus Levi, 1964 — Costa Rica, Panama
- Episinus xiushanicus Zhu, 1998 — Cina
- Episinus yoshidai Okuma, 1994 — Taiwan
- Episinus zurlus Levi, 1964 — Venezuela

## Euryopis
Euryopis Menge, 1868
- Euryopis aeneocincta Simon, 1877 — Filippine
- Euryopis albomaculata Denis, 1951 — Egitto
- Euryopis argentea Emerton, 1882 — USA, Canada, Russia
- Euryopis bifascigera Strand, 1913 — Africa centrale
- Euryopis californica Banks, 1904 — USA, Messico
- Euryopis camis Levi, 1963 — Brasile
- Euryopis campestrata Simon, 1907 — Egitto
- Euryopis chatchikovi Ponomarev, 2005 — Russia
- Euryopis clarus Ponomarev, 2005 — Kazakistan
- Euryopis cobreensis Levi, 1963 — Giamaica
- Euryopis coki Levi, 1954 — USA
- Euryopis cyclosisa Zhu & Song, 1997 — Cina
- Euryopis dentigera Simon, 1879 — Spagna, Francia, Svezia
- Euryopis deplanata Schenkel, 1936 — Cina
- Euryopis duodecimguttata Caporiacco, 1950 — Italia
- Euryopis elegans Keyserling, 1890 — Australia
- Euryopis elenae González, 1991 — Argentina
- Euryopis episinoides (Walckenaer, 1847) — Mediterraneo, Cina
- Euryopis estebani González, 1991 — Argentina
- Euryopis flavomaculata (C. L. Koch, 1836) — Regione paleartica
- Euryopis formosa Banks, 1908 — USA, Canada
- Euryopis funebris (Hentz, 1850) — USA, Canada
- Euryopis galeiforma Zhu, 1998 — Cina
- Euryopis gertschi Levi, 1951 — USA, Canada
- Euryopis giordanii Caporiacco, 1950 — Italia
- Euryopis hebraea Levy & Amitai, 1981 — Israele
- Euryopis helcra Roberts, 1983 — Isola di Aldabra (Oceano Indiano)
- Euryopis iharai Yoshida, 1992 — Giappone, Isole Ryukyu
- Euryopis jucunda Thorell, 1895 — Myanmar
- Euryopis laeta (Westring, 1861) — dall'Europa al Tagikistan
- Euryopis levii Heimer, 1987 — Mongolia
- Euryopis lineatipes O. P.-Cambridge, 1893 — dagli USA alla Colombia
- Euryopis maga Simon, 1908 — Australia occidentale
- Euryopis margaritata (L. Koch, 1867) — Italia, Grecia
- Euryopis megalops (Caporiacco, 1934) — Karakorum
- Euryopis molopica Thorell, 1895 — Myanmar
- Euryopis mulaiki Levi, 1954 — USA
- Euryopis multipunctata (Simon, 1895) — Victoria (Australia)
- Euryopis mutoloi Caporiacco, 1948 — Grecia
- Euryopis nana (O. P.-Cambridge, 1879) — Nuova Zelanda
- Euryopis nigra Yoshida, 2000 — Giappone
- Euryopis notabilis (Keyserling, 1891) — Brasile
- Euryopis nubila Simon, 1889 — India
- Euryopis octomaculata (Paik, 1995) — Corea, Giappone
- Euryopis orsovensis Kulczynski, 1894 — Ungheria, Asia Minore
- Euryopis pepini Levi, 1954 — USA
- Euryopis petricola (Hickman, 1951) — Tasmania
- Euryopis pickardi Levi, 1963 — Giamaica, da Panama al Perù
- Euryopis pilosa Miller, 1970 — Angola
- Euryopis potteri Simon, 1901 — Etiopia
- Euryopis praemitis Simon, 1909 — Vietnam
- Euryopis promo González, 1991 — Argentina
- Euryopis quinqueguttata Thorell, 1875 — dall'Europa al Turkmenistan
- Euryopis quinquemaculata Banks, 1900 — USA
- Euryopis sagittata (O. P.-Cambridge, 1885) — Yarkand (Cina)
- Euryopis saukea Levi, 1951 — Regione olartica
- Euryopis scriptipes Banks, 1908 — America settentrionale
- Euryopis sexalbomaculata (Lucas, 1846) — Mediterraneo, Ucraina
- Euryopis sexmaculata Hu, 2001 — Cina
- Euryopis spinifera (Mello-Leitão, 1944) — Argentina
- Euryopis spinigera O. P.-Cambridge, 1895 — dagli USA alla Colombia
- Euryopis spiritus Levi, 1954 — USA
- Euryopis splendens (Rainbow, 1916) — Nuovo Galles del Sud
- Euryopis splendida (Simon, 1889) — Nuova Caledonia
- Euryopis superba (Rainbow, 1896) — Nuovo Galles del Sud, Victoria (Australia)
- Euryopis talaveraensis González, 1991 — Argentina
- Euryopis tavara Levi, 1954 — USA
- Euryopis texana Banks, 1908 — USA, Messico
- Euryopis tribulata Simon, 1905 — Argentina
- Euryopis umbilicata L. Koch, 1872 — Australia
- Euryopis varis Levi, 1963 — USA
- Euryopis venutissima (Caporiacco, 1934) — Karakorum
- Euryopis weesei Levi, 1963 — USA

## Eurypoena
Eurypoena Wunderlich, 1992
- Eurypoena tuberosa (Wunderlich, 1987) — Isole Canarie
  - Eurypoena tuberosa alegranzaensis Wunderlich, 1992 — Isole Canarie

## Exalbidion
Exalbidion Wunderlich, 1995
- Exalbidion barroanum (Levi, 1959) — Panama, Ecuador
- Exalbidion dotanum (Banks, 1914) — dal Messico a Panama
- Exalbidion pallisterorum (Levi, 1959) — Messico
- Exalbidion rufipunctum (Levi, 1959) — Panama, Ecuador
- Exalbidion sexmaculatum (Keyserling, 1884) — Guatemala, dalle Indie Occidentali al Brasile

## Faiditus
Faiditus Keyserling, 1884
- Faiditus acuminatus (Keyserling, 1891) — Brasile, Argentina
- Faiditus affinis (O. P.-Cambridge, 1880) — Brasile
- Faiditus alticeps (Keyserling, 1891) — Brasile, Paraguay
- Faiditus altus (Keyserling, 1891) — Venezuela, Brasile
- Faiditus amates (Exline & Levi, 1962) — Messico, Guatemala
- Faiditus americanus (Taczanowski, 1874) — dagli USA al Brasile
- Faiditus amplifrons (O. P.-Cambridge, 1880) — da Panama all'Argentina
- Faiditus analiae (González & Carmen, 1996) — Brasile
- Faiditus arthuri (Exline & Levi, 1962) — Panama
- Faiditus atopus (Chamberlin & Ivie, 1936) — da Panama all'Ecuador
- Faiditus bryantae (Exline & Levi, 1962) — Costa Rica, Panama
- Faiditus cancellatus (Hentz, 1850) — USA, Canada, Isole Bahama
- Faiditus caronae (González & Carmen, 1996) — Brasile
- Faiditus caudatus (Taczanowski, 1874) — USA, dalle Indie Occidentali all'Argentina
- Faiditus chicaensis (González & Carmen, 1996) — Argentina
- Faiditus chickeringi (Exline & Levi, 1962) — Panama
- Faiditus cochleaformus (Exline, 1945) — Ecuador, Perù
- Faiditus convolutus (Exline & Levi, 1962) — dal Guatemala al Perù, Brasile
- Faiditus cordillera (Exline, 1945) — Ecuador
- Faiditus cristinae (González & Carmen, 1996) — Brasile
- Faiditus cubensis (Exline & Levi, 1962) — Cuba
- Faiditus darlingtoni (Exline & Levi, 1962) — Giamaica, Hispaniola
- Faiditus davisi (Exline & Levi, 1962) — USA, Messico
- Faiditus dracus (Chamberlin & Ivie, 1936) — dagli USA al Paraguay
- Faiditus duckensis (González & Carmen, 1996) — Brasile
- Faiditus ecaudatus Keyserling, 1884 — Brasile
- Faiditus exiguus (Exline & Levi, 1962) — Cuba, Porto Rico
- Faiditus fulvus (Exline & Levi, 1962) — Brasile
- Faiditus gapensis (Exline & Levi, 1962) — Giamaica
- Faiditus gertschi (Exline & Levi, 1962) — Panama
- Faiditus globosus (Keyserling, 1884) — dagli USA all'Ecuador
- Faiditus godmani (Exline & Levi, 1962) — Guatemala
- Faiditus iguazuensis (González & Carmen, 1996) — Argentina
- Faiditus jamaicensis (Exline & Levi, 1962) — Giamaica
- Faiditus laraensis (González & Carmen, 1996) — Argentina
- Faiditus leonensis (Exline & Levi, 1962) — Messico
- Faiditus maculosus (O. P.-Cambridge, 1898) — USA, Messico
- Faiditus mariae (González & Carmen, 1996) — Argentina
- Faiditus morretensis (González & Carmen, 1996) — Brasile, Argentina
- Faiditus nataliae (González & Carmen, 1996) — Argentina
- Faiditus peruensis (Exline & Levi, 1962) — Perù
- Faiditus plaumanni (Exline & Levi, 1962) — Brasile
- Faiditus proboscifer (Exline, 1945) — Ecuador, Perù
- Faiditus quasiobtusus (Exline & Levi, 1962) — Porto Rico, Isole Vergini (mar dei Caraibi)
- Faiditus rossi (Exline & Levi, 1962) — Colombia
- Faiditus sicki (Exline & Levi, 1962) — Brasile
- Faiditus solidao (Levi, 1967) — Brasile
- Faiditus spinosus (Keyserling, 1884) — Venezuela, Perù
- Faiditus striatus (Keyserling, 1891) — Brasile
- Faiditus subdolus (O. P.-Cambridge, 1898) — dagli USA al Guatemala
- Faiditus subflavus (Exline & Levi, 1962) — Perù
- Faiditus sullana (Exline, 1945) — Perù
- Faiditus taeter (Exline & Levi, 1962) — Messico
- Faiditus ululans (O. P.-Cambridge, 1880) — dal Messico al Brasile
- Faiditus vadoensis (González & Carmen, 1996) — Argentina
- Faiditus woytkowskii (Exline & Levi, 1962) — Perù
- Faiditus xiphias (Thorell, 1887) — Myanmar, dalle Isole Nicobare al Giappone, Isola Krakatoa
- Faiditus yacuiensis (González & Carmen, 1996) — Argentina
- Faiditus yutoensis (González & Carmen, 1996) — Argentina

## Gmogala
Gmogala Keyserling, 1890
- Gmogala scarabaeus Keyserling, 1890 — Nuova Guinea, Australia

## Guaraniella
Guaraniella Baert, 1984
- Guaraniella bracata Baert, 1984 — Brasile, Paraguay
- Guaraniella mahnerti Baert, 1984 — Brasile, Paraguay

## Hadrotarsus
Hadrotarsus Thorell, 1881
- Hadrotarsus babirussa Thorell, 1881 — Nuova Guinea
- Hadrotarsus fulvus Hickman, 1943 — Tasmania
- Hadrotarsus ornatus Hickman, 1943 — Tasmania (Belgio, introdotto)
- Hadrotarsus setosus Hickman, 1943 — Tasmania
- Hadrotarsus yamius Wang, 1955 — Taiwan

## Helvibis
Helvibis Keyserling, 1884
- Helvibis brasiliana (Keyserling, 1884) — Perù
- Helvibis chilensis (Keyserling, 1884) — Cile, Brasile
- Helvibis germaini Simon, 1895 — Perù, Brasile
- Helvibis infelix (O. P.-Cambridge, 1880) — Brasile
- Helvibis longicauda Keyserling, 1891 — Brasile
- Helvibis longistyla (F. O. P.-Cambridge, 1902) — Panama, Trinidad
- Helvibis monticola Keyserling, 1891 — Brasile
- Helvibis rossi Levi, 1964 — Perù
- Helvibis thorelli Keyserling, 1884 — Perù, Brasile
- Helvibis tingo Levi, 1964 — Perù

## Helvidia
Helvidia Thorell, 1890
- Helvidia scabricula Thorell, 1890 — Sumatra

## Hetschkia
Hetschkia Keyserling, 1886

Hetschia gracilis, femmina, disegno

- Hetschkia gracilis Keyserling, 1886 — Brasile

## Histagonia
Histagonia Simon, 1895
- Histagonia deserticola Simon, 1895 — Sudafrica

## Icona
Icona Forster, 1955
- Icona alba Forster, 1955 — Isole Auckland, Isole Campbell
- Icona drama Forster, 1964 — Isole Auckland

## Jamaitidion
Jamaitidion Wunderlich, 1995
- Jamaitidion jamaicense (Levi, 1959) — Giamaica

## Keijia
Keijia Yoshida, 2001

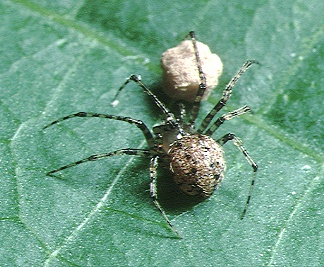
Keijia maculata, femmina con sacco ovigero

- Keijia alabamensis (Gertsch & Archer, 1942) — USA
- Keijia antoni (Keyserling, 1884) — USA
- Keijia kijabei (Berland, 1920) — Africa orientale
- Keijia maculata Yoshida, 2001 — Giappone
- Keijia mneon (Bösenberg & Strand, 1906) — zona compresa fra i due Tropici
- Keijia punctosparsa (Emerton, 1882) — USA
- Keijia qionghaiensis (Zhu, 1998) — Cina
- Keijia sterninotata (Bösenberg & Strand, 1906) — Russia, Cina, Corea, Giappone
- Keijia tincta (Walckenaer, 1802) — Regione olartica

## Kochiura
Kochiura Archer, 1950
- Kochiura attrita (Nicolet, 1849) — Cile, Isole Juan Fernández (Oceano Pacifico, coste cilene)
- Kochiura aulica (C. L. Koch, 1838) — Isole Canarie, dalle Isole Capo Verde all'Azerbaigian
- Kochiura casablanca (Levi, 1963) — Cile
- Kochiura decolorata (Keyserling, 1886) — Brasile
- Kochiura ocellata (Nicolet, 1849) — Cile
- Kochiura rosea (Nicolet, 1849) — Cile, Isole Juan Fernandez (Oceano Pacifico, coste cilene)
- Kochiura temuco (Levi, 1963) — Cile

## Landoppo
Landoppo Barrion & Litsinger, 1995
- Landoppo misamisoriensis Barrion & Litsinger, 1995 — Filippine

## Lasaeola
Lasaeola Simon, 1881
- Lasaeola atopa (Chamberlin, 1948) — USA
- Lasaeola bequaerti (Chickering, 1948) — Panama
- Lasaeola donaldi (Chickering, 1943) — Panama, Venezuela
- Lasaeola oceanica Simon, 1883 — Isole Azzorre
- Lasaeola okinawana (Yoshida & Ono, 2000) — Cina, Isole Ryukyu
- Lasaeola prona (Menge, 1868) — Regione olartica
- Lasaeola spinithorax (Keyserling, 1886) — Perù
- Lasaeola superba (Chickering, 1948) — Messico, Panama
- Lasaeola testaceomarginata Simon, 1881 — dalla Spagna all'Italia
- Lasaeola tristis (Hahn, 1833) — dall'Europa all'Asia centrale
  - Lasaeola tristis hissariensis (Charitonov, 1951) — Russia, Asia centrale
- Lasaeola yona (Yoshida & Ono, 2000) — Isole Ryukyu
- Lasaeola yoshidai (Ono, 1991) — Giappone

## Latrodectus
Latrodectus Walckenaer, 1805
- Latrodectus antheratus (Badcock, 1932) — Paraguay, Argentina
- Latrodectus apicalis Butler, 1877 — Isole Galapagos
- Latrodectus atritus Urquhart, 1890 — Nuova Zelanda
- Latrodectus bishopi Kaston, 1938 — USA

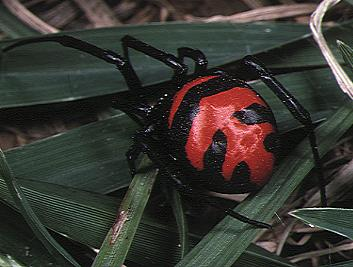
Latrodectus elegans, femmina

- Latrodectus cinctus Blackwall, 1865 — Isole Capo Verde, Africa, Kuwait
- Latrodectus corallinus Abalos, 1980 — Argentina
- Latrodectus curacaviensis (Müller, 1776) — Piccole Antille, America meridionale
- Latrodectus dahli Levi, 1959 — dal Medio Oriente all'Asia centrale
- Latrodectus diaguita Carcavallo, 1960 — Argentina
- Latrodectus elegans Thorell, 1898 — Cina, Myanmar, Giappone
- Latrodectus erythromelas Schmidt & Klaas, 1991 — Sri Lanka
- Latrodectus geometricus C. L. Koch, 1841 — cosmopolita
- Latrodectus hasselti Thorell, 1870 — dall'Asia sudorientale all'Australia, Nuova Zelanda
- Latrodectus hesperus Chamberlin & Ivie, 1935 — America settentrionale, Israele
- Latrodectus hystrix Simon, 1890 — Yemen, Socotra
- Latrodectus indistinctus O. P.-Cambridge, 1904 — Namibia, Sudafrica
- Latrodectus karrooensis Smithers, 1944 — Sudafrica
- Latrodectus katipo Powell, 1871 — Nuova Zelanda
- Latrodectus lilianae Melic, 2000 — Spagna

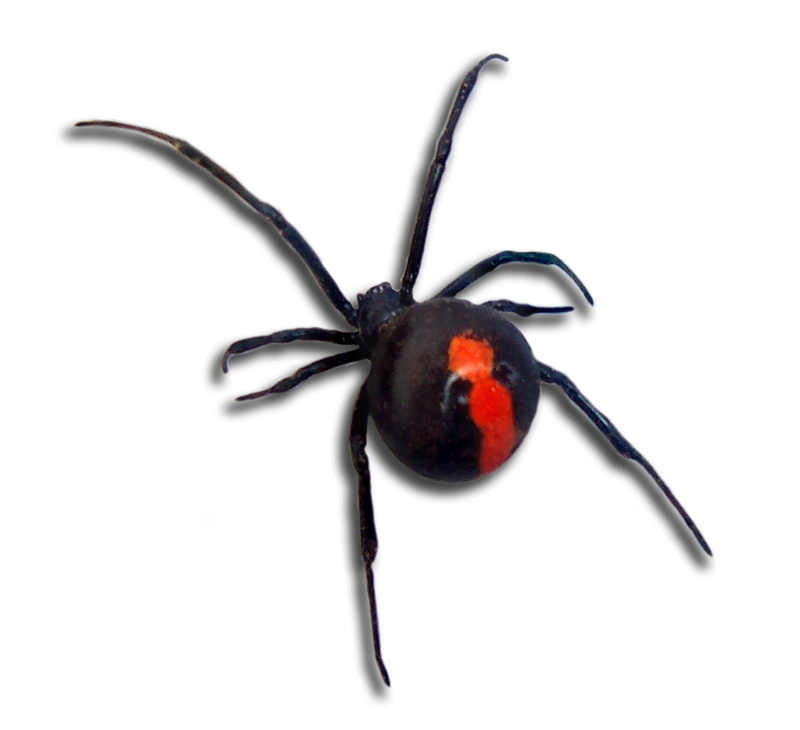
Latrodectus hasselti

- Latrodectus mactans (Fabricius, 1775) — probabilmente solo nell'America settentrionale
- Latrodectus menavodi Vinson, 1863 — Madagascar, Isole Comore
- Latrodectus mirabilis (Holmberg, 1876) — Argentina
- Latrodectus obscurior Dahl, 1902 — Isole Capo Verde, Madagascar
- Latrodectus pallidus O. P.-Cambridge, 1872 — Isole Capo Verde, dalla Libia alla Russia, Iran
- Latrodectus quartus Abalos, 1980 — Argentina
- Latrodectus renivulvatus Dahl, 1902 — Africa, Arabia Saudita, Yemen
- Latrodectus revivensis Shulov, 1948 — Israele
- Latrodectus Isola di Rodiiensis Mackay, 1972 — Africa meridionale
- Latrodectus tredecimguttatus (Rossi, 1790) — dal Mediterraneo alla Cina
- Latrodectus variegatus Nicolet, 1849 — Cile, Argentina
- Latrodectus variolus Walckenaer, 1837 — USA, Canada

## Macaridion
Macaridion Wunderlich, 1992
- Macaridion barreti (Kulczynski, 1899) — Madeira

## Marianana
Marianana Georgescu, 1989
- Marianana mihaili Georgescu, 1989 — Romania

## Molione
Molione Thorell, 1892
- Molione christae Yoshida, 2003 — Borneo
- Molione kinabalu Yoshida, 2003 — Borneo
- Molione triacantha Thorell, 1892 — Malaysia, Singapore, Taiwan
- Molione trispinosa (O. P.-Cambridge, 1873) — Sri Lanka
- Molione uniacantha Wunderlich, 1995 — Malaysia, Sumatra

## Moneta
Moneta O. P.-Cambridge, 1870

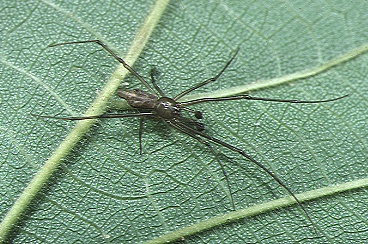
Moneta tanikawai, maschio

- Moneta australis (Keyserling, 1890) — Queensland
- Moneta caudifera (Dönitz & Strand, 1906) — Cina, Corea, Giappone
- Moneta coercervea (Roberts, 1978) — Isole Seychelles
- Moneta conifera (Urquhart, 1887) — Nuova Zelanda
- Moneta grandis Simon, 1905 — India
- Moneta hunanica Zhu, 1998 — Cina
- Moneta longicauda Simon, 1908 — Australia occidentale
- Moneta mirabilis (Bösenberg & Strand, 1906) — Cina, Corea, Taiwan, Giappone
- Moneta orientalis Simon, 1909 — Vietnam
- Moneta spinigera O. P.-Cambridge, 1870 — dall'Africa a Taiwan
- Moneta spinigeroides (Zhu & Song, 1992) — Cina
- Moneta subspinigera Zhu, 1998 — Cina
- Moneta tanikawai (Yoshida, 1991) — Giappone
- Moneta triquetra Simon, 1889 — Nuova Caledonia

- Moneta tumida Zhu, 1998 — Cina

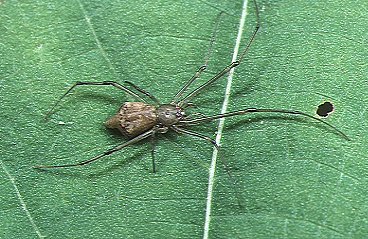
Moneta tanikawai, femmina

- Moneta tumulicola Zhu, 1998 — Cina
- Moneta uncinata Zhu, 1998 — Cina
- Moneta variabilis Rainbow, 1920 — Isola Lord Howe
- Moneta yoshimurai (Yoshida, 1983) — Taiwan

## Nanume
Nanume Saaristo, 2006
- Nanume naneum (Roberts, 1983) — Isola di Aldabra (Oceano Indiano)

## Neospintharus
Neospintharus Exline, 1950
- Neospintharus baboquivari (Exline & Levi, 1962) — USA, Messico
- Neospintharus bicornis (O. P.-Cambridge, 1880) — Brasile
- Neospintharus concisus (Exline & Levi, 1962) — Messico
- Neospintharus fur (Bösenberg & Strand, 1906) — Cina, Corea, Giappone
- Neospintharus furcatus (O. P.-Cambridge, 1894) — dagli USA ad El Salvador, Indie Occidentali
- Neospintharus nipponicus (Kumada, 1990) — Cina, Giappone
- Neospintharus obscurus (Keyserling, 1884) — Perù
- Neospintharus parvus Exline, 1950 — da Panama all'Ecuador
- Neospintharus rioensis (Exline & Levi, 1962) — Brasile, Argentina
- Neospintharus syriacus (O. P.-Cambridge, 1872) — Libano, Israele
- Neospintharus triangularis (Taczanowski, 1873) — Panama, Guiana francese
- Neospintharus trigonum (Hentz, 1850) — USA, Canada

## Neottiura
Neottiura Menge, 1868
- Neottiura bimaculata (Linnaeus, 1767) — Regione olartica
  - Neottiura bimaculata pellucida (Simon, 1873) — Spagna, Francia, Italia
- Neottiura curvimana (Simon, 1914) — Spagna, Francia, Algeria
- Neottiura herbigrada (Simon, 1873) — Francia, dal Madeira ad Israele, Cina, Corea
- Neottiura margarita (Yoshida, 1985) — Russia, Cina, Corea, Giappone
- Neottiura suaveolens (Simon, 1879) — Europa, Russia
- Neottiura uncinata (Lucas, 1846) — Mediterraneo

## Nesticodes
Nesticodes Archer, 1950

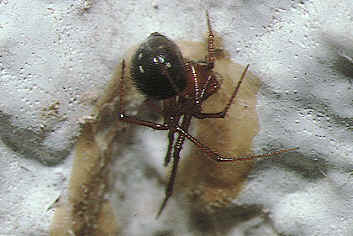
Nesticodes rufipes, femmina

- Nesticodes rufipes (Lucas, 1846) — zona compresa fra i due Tropici

## Nipponidion
Nipponidion Yoshida, 2001
- Nipponidion okinawense Yoshida, 2001 — Isola di Okinawa
- Nipponidion yaeyamense (Yoshida, 1993) — Giappone

## Paidiscura
Paidiscura Archer, 1950

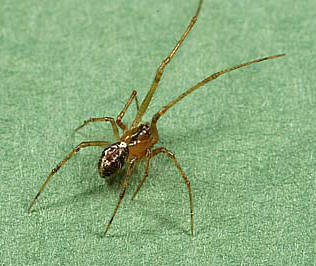
Nipponidion okinawensis, maschio

- Paidiscura dromedaria (Simon, 1880) — dall'Africa settentrionale al Medio Oriente, Isole Capo Verde
- Paidiscura orotavensis (Schmidt, 1968) — Isole Canarie, Madeira
- Paidiscura pallens (Blackwall, 1834) — Europa, Russia
- Paidiscura subpallens (Bösenberg & Strand, 1906) — Cina, Corea, Giappone

## Parasteatoda
Parasteatoda Archer, 1946
- Parasteatoda lunata (Clerck, 1757) — Regione paleartica
  - Parasteatoda lunata serrata (Franganillo, 1930) — Cuba
- Parasteatoda mundula (L. Koch, 1872) — dall'India alla Nuova Caledonia
  - Parasteatoda mundula papuana (Chrysanthus, 1963) — Nuova Guinea
- Parasteatoda tepidariorum (C. L. Koch, 1841) — cosmopolita

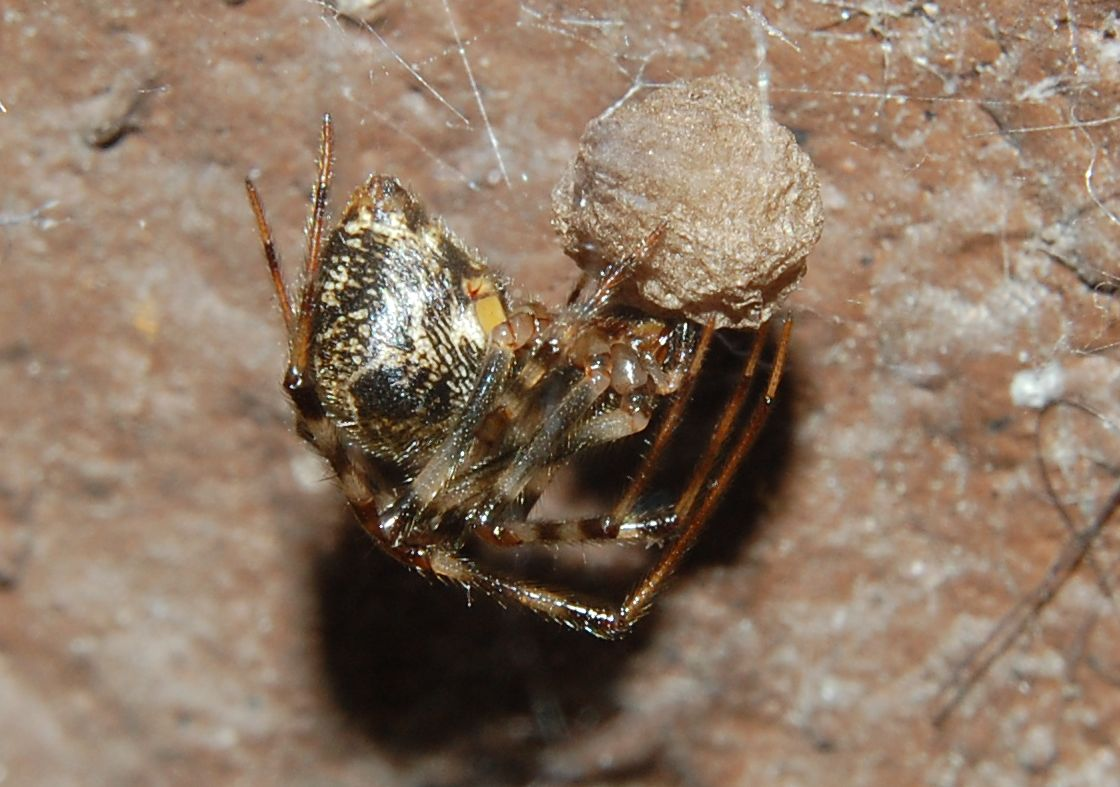
Parasteatoda tepidariorum

  - Parasteatoda tepidariorum australis (Thorell, 1895) — Myanmar

## Paratheridula
Paratheridula Levi, 1957
- Paratheridula perniciosa (Keyserling, 1886) — dagli USA al Cile

## Pholcomma
Pholcomma Thorell, 1869
- Pholcomma antipodianum (Forster, 1955) — Isole degli Antipodi (Nuova Zelanda)
- Pholcomma barnesi Levi, 1957 — USA
- Pholcomma carota Levi, 1957 — USA
- Pholcomma gibbum (Westring, 1851) — Europa, dall'Africa settentrionale all'Azerbaigian
- Pholcomma hickmani Forster, 1964 — Isole Campbell
- Pholcomma hirsutum Emerton, 1882 — USA, Canada
- Pholcomma mantinum Levi, 1964 — Brasile
- Pholcomma micropunctatum (Mello-Leitão, 1941) — Argentina
- Pholcomma soloa (Marples, 1955) — Isole Samoa, Niue (Oceano Pacifico meridionale)
- Pholcomma tokyoense Ono, 2007 — Giappone
- Pholcomma turbotti (Marples, 1956) — Nuova Zelanda
- Pholcomma yunnanense Song & Zhu, 1994 — Cina

## Phoroncidia
Phoroncidia Westwood, 1835
- Phoroncidia aciculata Thorell, 1877 — Celebes
- Phoroncidia aculeata Westwood, 1835 — India
- Phoroncidia alishanensis Chen, 1990 — Taiwan
- Phoroncidia altiventris Yoshida, 1985 — Giappone
- Phoroncidia alveolata (Simon, 1903) — Guinea Equatoriale
- Phoroncidia americana (Emerton, 1882) — USA, Canada, Cuba, Giamaica
- Phoroncidia argoides (Doleschall, 1857) — Ambon (Arcipelago delle Molucche)
- Phoroncidia aurata O. P.-Cambridge, 1877 — Madagascar
- Phoroncidia bifrons (Simon, 1895) — Filippine
- Phoroncidia biocellata (Simon, 1893) — Brasile
- Phoroncidia bukolana Barrion & Litsinger, 1995 — Filippine
- Phoroncidia capensis (Simon, 1895) — Sudafrica
- Phoroncidia coracina (Simon, 1899) — Sumatra
- Phoroncidia cribrata (Simon, 1893) — Paraguay
- Phoroncidia crustula Zhu, 1998 — Cina
- Phoroncidia cygnea (Hickman, 1951) — Tasmania
- Phoroncidia eburnea (Simon, 1895) — Sudafrica
- Phoroncidia ellenbergeri Berland, 1913 — Gabon
- Phoroncidia escalerai (Simon, 1903) — Guinea Equatoriale
- Phoroncidia flavolimbata (Simon, 1893) — Ecuador
- Phoroncidia fumosa (Nicolet, 1849) — Cile
- Phoroncidia gayi (Nicolet, 1849) — Cile
- Phoroncidia gira Levi, 1964 — Venezuela
- Phoroncidia hankiewiczi (Kulczynski, 1911) — Portogallo, Spagna, Francia
- Phoroncidia hexacantha Thorell, 1890 — Sumatra
- Phoroncidia jacobsoni (Reimoser, 1925) — Sumatra
- Phoroncidia kibonotensis (Tullgren, 1910) — Africa orientale
  - Phoroncidia kibonotensis concolor (Caporiacco, 1949) — Kenya
- Phoroncidia levii Chrysanthus, 1963 — Nuova Guinea
- Phoroncidia longiceps (Keyserling, 1886) — Brasile
- Phoroncidia lygeana (Walckenaer, 1842) — Malaysia, Sumatra
- Phoroncidia maindroni (Simon, 1905) — India
- Phoroncidia minschana (Schenkel, 1936) — Russia, Cina
- Phoroncidia minuta (Spassky, 1932) — Georgia, Azerbaigian
- Phoroncidia moyobamba Levi, 1964 — Perù, Brasile
- Phoroncidia musiva (Simon, 1880) — Nuova Caledonia
- Phoroncidia nasuta (O. P.-Cambridge, 1873) — Sri Lanka
- Phoroncidia nicoleti (Roewer, 1942) — Cile
- Phoroncidia nicoleti Levi, 1964 — Cile
- Phoroncidia oahuensis (Simon, 1900) — Hawaii
- Phoroncidia paradoxa (Lucas, 1846) — Europa, Africa settentrionale
- Phoroncidia pennata (Nicolet, 1849) — Cile
- Phoroncidia personata (L. Koch, 1872) — Isole Samoa, Isole Figi, Isola Lord Howe
- Phoroncidia pilula (Karsch, 1879) — Cina, Corea, Giappone

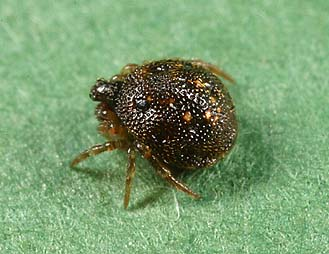
Phoroncidia ryukyuensis, maschio

- Phoroncidia pilula (Simon, 1895) — Isola di Zanzibar (Tanzania)
- Phoroncidia pukeiwa (Marples, 1955) — Nuova Zelanda
- Phoroncidia puketoru (Marples, 1955) — Nuova Zelanda
- Phoroncidia puyehue Levi, 1967 — Cile
- Phoroncidia quadrata (O. P.-Cambridge, 1879) — Nuova Zelanda
- Phoroncidia quadrispinella Strand, 1907 — Madagascar
- Phoroncidia ravot Levi, 1964 — Venezuela
- Phoroncidia reimoseri Levi, 1964 — Brasile
- Phoroncidia rotunda (Keyserling, 1890) — Queensland, Isola Lord Howe, Isole Samoa
- Phoroncidia rubens Thorell, 1899 — Camerun
- Phoroncidia rubroargentea Berland, 1913 — Madagascar
- Phoroncidia rubromaculata (Keyserling, 1886) — Brasile
- Phoroncidia ryukyuensis Yoshida, 1979 — Isole Ryukyu
- Phoroncidia saboya Levi, 1964 — Colombia
- Phoroncidia scutellata (Taczanowski, 1879) — Perù
- Phoroncidia scutula (Nicolet, 1849) — Bolivia, Cile
- Phoroncidia septemaculeata O. P.-Cambridge, 1873 — Sri Lanka
- Phoroncidia sextuberculata (Keyserling, 1890) — Queensland
- Phoroncidia sjostedti Tullgren, 1910 — Tanzania

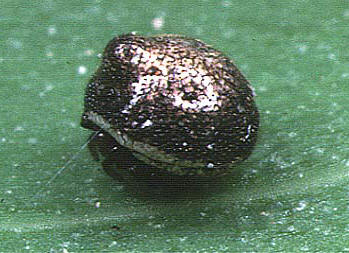
Phoroncidia ryukyuensis, femmina

- Phoroncidia spissa (Nicolet, 1849) — Cile
- Phoroncidia splendida Thorell, 1899 — Africa occidentale
- Phoroncidia studo Levi, 1964 — Perù, Brasile
- Phoroncidia testudo (O. P.-Cambridge, 1873) — India, Sri Lanka
- Phoroncidia thwaitesi O. P.-Cambridge, 1869 — Sri Lanka
- Phoroncidia tina Levi, 1964 — Brasile
- Phoroncidia tricuspidata (Blackwall, 1863) — Brasile
- Phoroncidia trituberculata (Hickman, 1951) — Tasmania
- Phoroncidia triunfo Levi, 1964 — dal Messico alla Costa Rica
- Phoroncidia truncatula (Strand, 1909) — Sudafrica
- Phoroncidia umbrosa (Nicolet, 1849) — Cile
- Phoroncidia variabilis (Nicolet, 1849) — Cile

## Phycosoma
Phycosoma O. P.-Cambridge, 1879

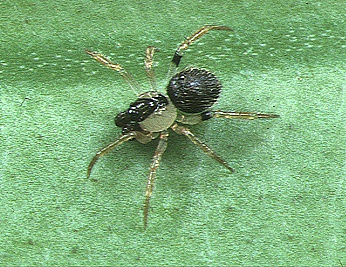
Phycosoma flavomarginatum, maschio

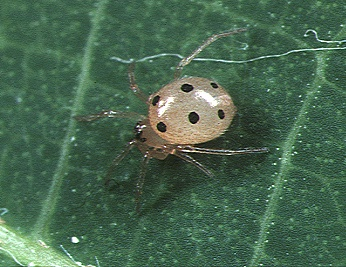
Phycosoma martinae, femmina

- Phycosoma altum (Keyserling, 1886) — da Panama al Brasile, Hawaii
- Phycosoma amamiensis (Yoshida, 1985) — Cina, Corea, Giappone, Isole Ryukyu
- Phycosoma excisum (Simon, 1889) — Madagascar
- Phycosoma flavomarginatum (Bösenberg & Strand, 1906) — Cina, Corea, Giappone
- Phycosoma inornatum (O. P.-Cambridge, 1861) — Europa
- Phycosoma jamesi (Roberts, 1979) — Giamaica, Panama
- Phycosoma japonicum (Yoshida, 1985) — Corea, Giappone
- Phycosoma lineatipes (Bryant, 1933) — dagli USA al Brasile
- Phycosoma martinae (Roberts, 1983) — Isola di Aldabra (Oceano Indiano), India, Cina, Corea, Isole Ryukyu, Filippine
- Phycosoma menustya (Roberts, 1983) — Isola di Aldabra (Oceano Indiano)
- Phycosoma mustelinum (Simon, 1889) — Russia, Cina, Corea, Giappone, Isola Krakatoa
- Phycosoma nigromaculatum (Yoshida, 1987) — Taiwan, Giappone, Isole Ryukyu
- Phycosoma oecobioides O. P.-Cambridge, 1879 — Nuova Zelanda, Isole Chatham (Nuova Zelanda)
- Phycosoma spundana (Roberts, 1978) — Isole Seychelles

## Phylloneta
Phylloneta Levi, 1957

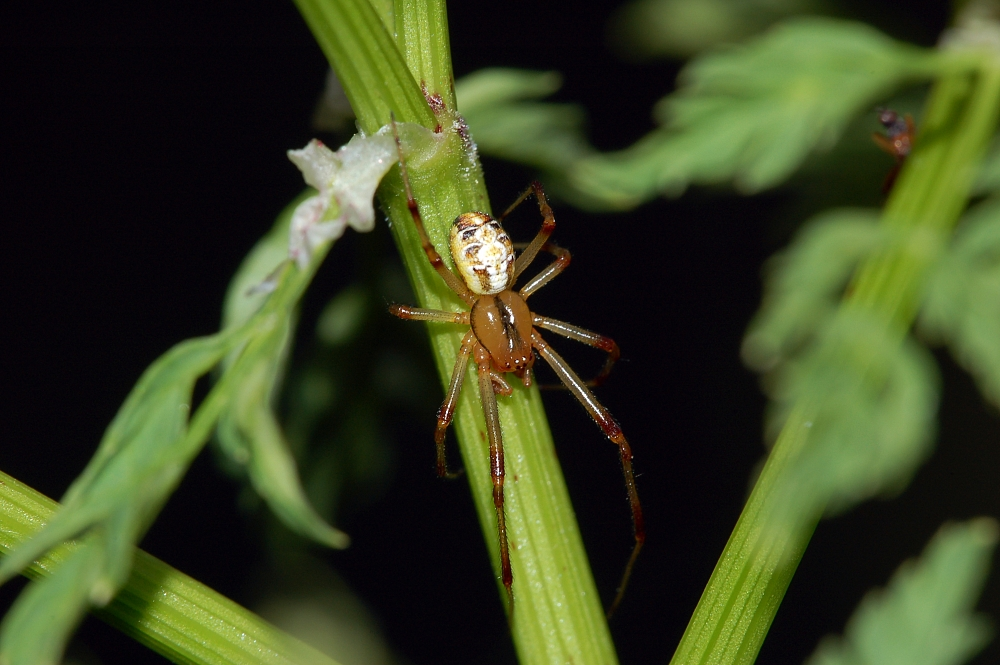
Phylloneta impressa

- Phylloneta impressa (L. Koch, 1881) — regione olartica
- Phylloneta pictipes (Keyserling, 1884) — USA
- Phylloneta sisyphia (Clerck, 1757) — regione paleartica
  - Phylloneta sisyphia foliifera (Thorell, 1875) — Spagna
  - Phylloneta sisyphia torandae (Strand, 1917) — Cina (regione dello Yarkand), Karakorum

## Proboscidula
Proboscidula Miller, 1970
- Proboscidula loricata Miller, 1970 — Angola
- Proboscidula milleri Knoflach, 1995 — Ruanda

## Propostira
Propostira Simon, 1894
- Propostira quadrangulata Simon, 1894 — India, Sri Lanka
- Propostira ranii Bhattacharya, 1935 — India

## Rhomphaea
Rhomphaea L. Koch, 1872

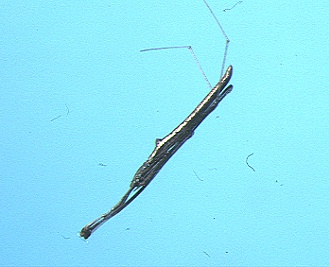
Rhomphaea hyrcana, maschio

- Rhomphaea aculeata Thorell, 1898 — Myanmar
- Rhomphaea affinis Lessert, 1936 — Mozambico
- Rhomphaea altissima Mello-Leitão, 1941 — Brasile
- Rhomphaea angulipalpis Thorell, 1877 — Celebes
- Rhomphaea barycephala (Roberts, 1983) — Isola di Aldabra (Oceano Indiano)
- Rhomphaea brasiliensis Mello-Leitão, 1920 — Venezuela, Brasile
- Rhomphaea ceraosus (Zhu & Song, 1991) — Cina
- Rhomphaea cometes L. Koch, 1872 — Nuova Guinea, Isole Samoa
- Rhomphaea cona (González & Carmen, 1996) — Argentina
- Rhomphaea fictilium (Hentz, 1850) — dal Canada all'Argentina
- Rhomphaea hyrcana (Logunov & Marusik, 1990) — Georgia, Azerbaigian, Cina, Giappone
- Rhomphaea irrorata Thorell, 1898 — Myanmar, Isola Pulu Berhala (vicino Sumatra)
- Rhomphaea labiata (Zhu & Song, 1991) — Cina, Giappone

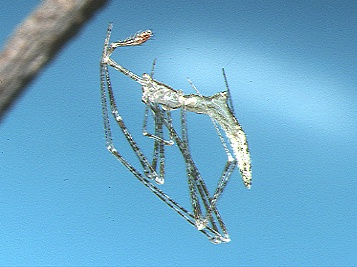
Rhomphaea labiata, maschio

- Rhomphaea lactifera Simon, 1909 — Vietnam
- Rhomphaea metaltissima Soares & Camargo, 1948 — da Panama al Brasile
- Rhomphaea nasica (Simon, 1873) — Mediterraneo, Africa, Isola di Sant' Elena
- Rhomphaea oris (González & Carmen, 1996) — Argentina
- Rhomphaea ornatissima Dyal, 1935 — Pakistan
- Rhomphaea palmarensis (González & Carmen, 1996) — Argentina
- Rhomphaea paradoxa (Taczanowski, 1873) — Isola Saint Vincent (Piccole Antille), dal Messico al Brasile
- Rhomphaea pignalitoensis (González & Carmen, 1996) — Argentina
- Rhomphaea procera (O. P.-Cambridge, 1898) — dalla Costa Rica all'Argentina
- Rhomphaea projiciens O. P.-Cambridge, 1896 — dagli USA all'Argentina, India
- Rhomphaea recurvata (Saaristo, 1978) — Isole Seychelles
- Rhomphaea rostrata (Simon, 1873) — Mediterraneo
- Rhomphaea sagana (Dönitz & Strand, 1906) — Russia, dall'Azerbaigian al Giappone, Filippine
- Rhomphaea sinica (Zhu & Song, 1991) — Cina

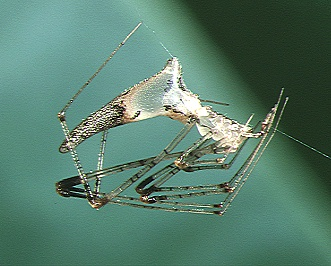
Rhomphaea tanikiwai, femmina

- Rhomphaea sjostedti Tullgren, 1910 — Tanzania
- Rhomphaea tanikawai Yoshida, 2001 — Giappone
- Rhomphaea urquharti (Bryant, 1933) — Nuova Zelanda
- Rhomphaea velhaensis (González & Carmen, 1996) — Brasile

## Robertia
Robertia Saaristo, 2006
- Robertia braueri (Simon, 1898) — Isole Seychelles

## Robertus
Robertus O. P.-Cambridge, 1879
- Robertus alpinus Dresco, 1959 — Italia
- Robertus arcticus (Chamberlin & Ivie, 1947) — Alaska
- Robertus arundineti (O. P.-Cambridge, 1871) — Regione paleartica
- Robertus banksi (Kaston, 1946) — USA, Canada
- Robertus borealis (Kaston, 1946) — USA, Canada
- Robertus calidus Knoflach, 1995 — Congo
- Robertus cantabricus Fage, 1931 — Spagna
- Robertus cardesensis Dresco, 1959 — Spagna
- Robertus crosbyi (Kaston, 1946) — USA, Canada
- Robertus emeishanensis Zhu, 1998 — Cina
- Robertus eremophilus Chamberlin, 1928 — USA
- Robertus floridensis (Kaston, 1946) — USA
- Robertus frivaldszkyi (Chyzer, 1894) — Europa orientale
- Robertus frontatus (Banks, 1892) — USA, Canada
- Robertus fuscus (Emerton, 1894) — USA, Canada
- Robertus golovatchi Eskov, 1987 — Georgia
- Robertus heydemanni Wiehle, 1965 — Svezia, Germania, Austria, Romania, Russia
- Robertus insignis O. P.-Cambridge, 1907 — Europa, Russia
- Robertus kastoni Eskov, 1987 — Russia, Giappone
- Robertus kuehnae Bauchhenss & Uhlenhaut, 1993 — Belgio, Svizzera, Germania, Austria
- Robertus laticeps (Keyserling, 1884) — USA
- Robertus lividus (Blackwall, 1836) — Regione olartica
- Robertus longipalpus (Kaston, 1946) — USA, Canada
- Robertus lyrifer Holm, 1939 — Islanda, Penisola scandinava, Austria, Russia
- Robertus mazaurici (Simon, 1901) — Francia
- Robertus mediterraneus Eskov, 1987 — Mediterraneo, Russia
- Robertus monticola Simon, 1914 — Francia
- Robertus naejangensis Seo, 2005 — Corea
- Robertus neglectus (O. P.-Cambridge, 1871) — Regione paleartica
- Robertus nipponicus Yoshida, 1995 — Giappone
- Robertus nojimai Yoshida, 2002 — Giappone
- Robertus ogatai Yoshida, 1995 — Giappone
- Robertus potanini Schenkel, 1963 — Cina
- Robertus pumilus (Emerton, 1909) — USA
- Robertus riparius (Keyserling, 1886) — USA, Canada, Alaska
- Robertus saitoi Yoshida, 1995 — Giappone
- Robertus scoticus Jackson, 1914 — Regione paleartica
- Robertus sibiricus Eskov, 1987 — Russia, Giappone
- Robertus similis (Kaston, 1946) — USA
- Robertus spinifer (Emerton, 1909) — USA
- Robertus truncorum (L. Koch, 1872) — Europa
- Robertus ungulatus Vogelsanger, 1944 — Regione paleartica
- Robertus ussuricus Eskov, 1987 — Russia
- Robertus vigerens (Chamberlin & Ivie, 1933) — USA, Canada, Alaska

## Rugathodes
Rugathodes Archer, 1950
- Rugathodes acoreensis Wunderlich, 1992 — Isole Azzorre
- Rugathodes aurantius (Emerton, 1915) — Regione olartica
- Rugathodes bellicosus (Simon, 1873) — Europa, Russia
- Rugathodes instabilis (O. P.-Cambridge, 1871) — Europa, Russia, Ucraina
- Rugathodes madeirensis Wunderlich, 1987 — Madeira
- Rugathodes nigrolimbatus (Yaginuma, 1972) — Giappone
- Rugathodes pico (Merrett & Ashmole, 1989) — Isole Azzorre
- Rugathodes sexpunctatus (Emerton, 1882) — USA, Canada, Alaska, Russia

## Sardinidion
Sardinidion Wunderlich, 1995
- Sardinidion perplexum Wunderlich, 1995 — Sardegna

## Selimus
Selimus Saaristo, 2006
- Selimus placens (Blackwall, 1877) — Isole Seychelles

## Selkirkiella
Selkirkiella Berland, 1924
- Selkirkiella alboguttata Berland, 1924 — Isole Juan Fernandez (Oceano Pacifico, coste cilene)
- Selkirkiella carelmapuensis (Levi, 1963) — Cile
- Selkirkiella luisi (Levi, 1967) — Cile
- Selkirkiella magallanes (Levi, 1963) — Cile
- Selkirkiella michaelseni (Simon, 1902) — Cile
- Selkirkiella purpurea (Nicolet, 1849) — Cile
- Selkirkiella ventrosa (Nicolet, 1849) — Cile, Argentina, Isole Falkland
- Selkirkiella wellingtoni (Levi, 1967) — Cile

## Sesato
Sesato Saaristo, 2006
- Sesato setosa Saaristo, 2006 — Isole Seychelles

## Simitidion
Simitidion Wunderlich, 1992
- Simitidion agaricographum (Levy & Amitai, 1982) — Cipro, Israele
- Simitidion lacuna Wunderlich, 1992 — Isole Canarie, Spagna, Africa settentrionale, Israele
- Simitidion simile (C. L. Koch, 1836) — Regione olartica

## Spheropistha
Spheropistha Yaginuma, 1957

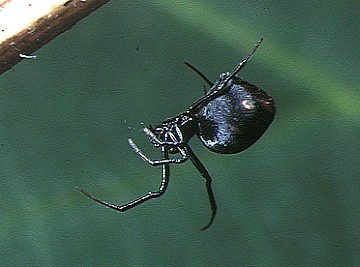
Spheropistha melanosoma, femmina

- Spheropistha melanosoma Yaginuma, 1957 — Giappone
- Spheropistha miyashitai (Tanikawa, 1998) — Giappone
- Spheropistha nigroris (Yoshida, Tso & Severinghaus, 2000) — Taiwan
- Spheropistha orbita (Zhu, 1998) — Cina

## Spinembolia
Spinembolia Saaristo, 2006
- Spinembolia clabnum (Roberts, 1978) — Isole Seychelles

## Spintharus
Spintharus Hentz, 1850
- Spintharus argenteus Dyal, 1935 — Pakistan
- Spintharus flavidus Hentz, 1850 — dagli USA alla Bolivia, Brasile
- Spintharus gracilis Keyserling, 1886 — Brasile

## Steatoda
Steatoda Sundevall, 1833

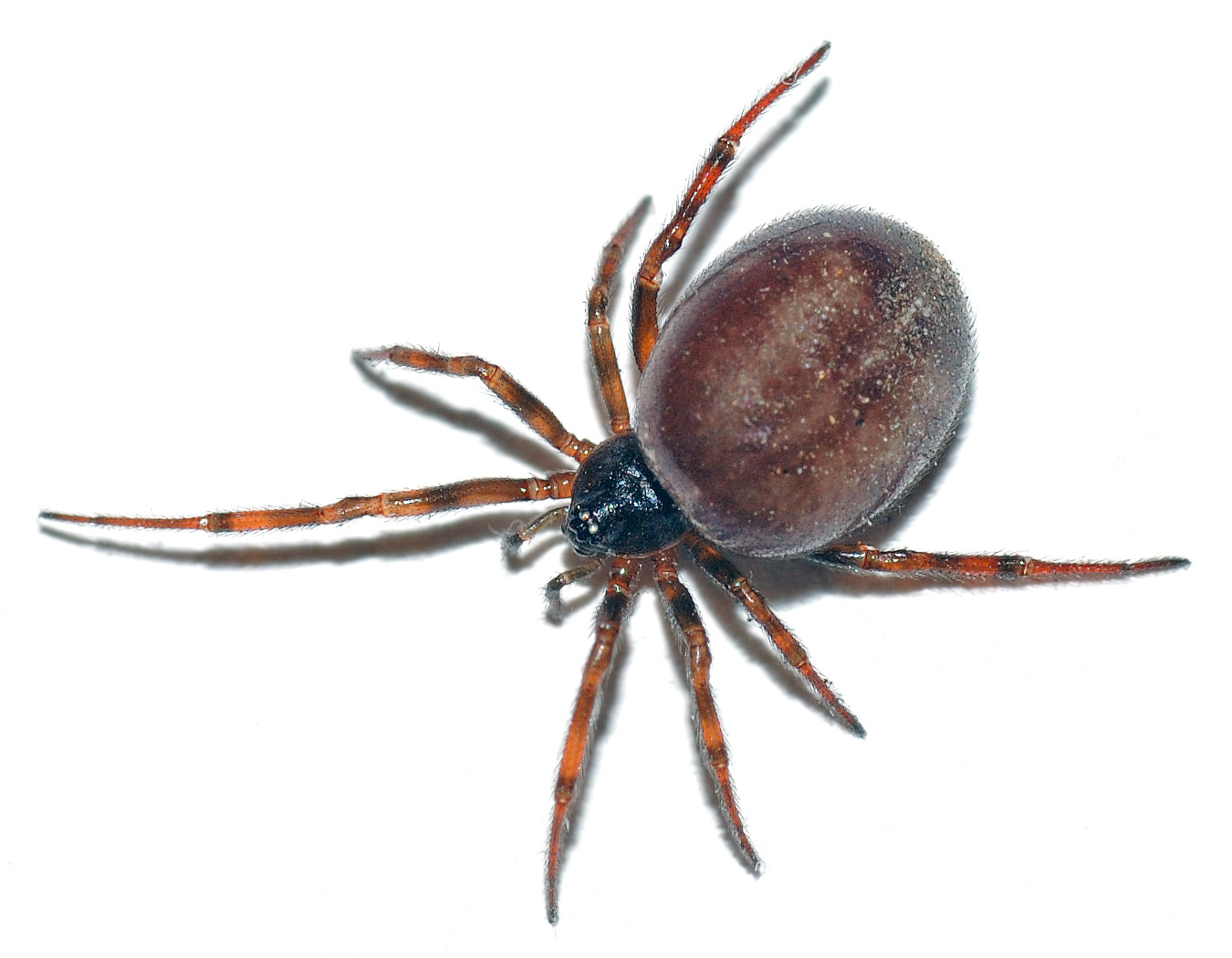
Steatoda bipunctata, femmina

- Steatoda adumbrata (Simon, 1908) — Australia occidentale
- Steatoda aethiopica (Simon, 1909) — Africa centrale
- Steatoda alamosa Gertsch, 1960 — USA, Messico
- Steatoda alboclathrata (Simon, 1897) — India
- Steatoda albomaculata (De Geer, 1778) — cosmopolita
  - Steatoda albomaculata infuscata (Schenkel, 1925) — Svizzera
- Steatoda americana (Emerton, 1882) — USA, Canada, Cina
- Steatoda amurica (Strand, 1907) — Russia
- Steatoda ancora (Grube, 1861) — Russia
- Steatoda ancorata (Holmberg, 1876) — dal Messico al Cile
- Steatoda andina (Keyserling, 1884) — dal Venezuela al Cile
- Steatoda apacheana Gertsch, 1960 — USA
- Steatoda atascadera Chamberlin & Ivie, 1942 — USA
- Steatoda atrocyanea (Simon, 1880) — Nuova Caledonia, Isole della Lealtà
- Steatoda autumnalis (Banks, 1898) — Messico
- Steatoda badia (Roewer, 1961) — Senegal

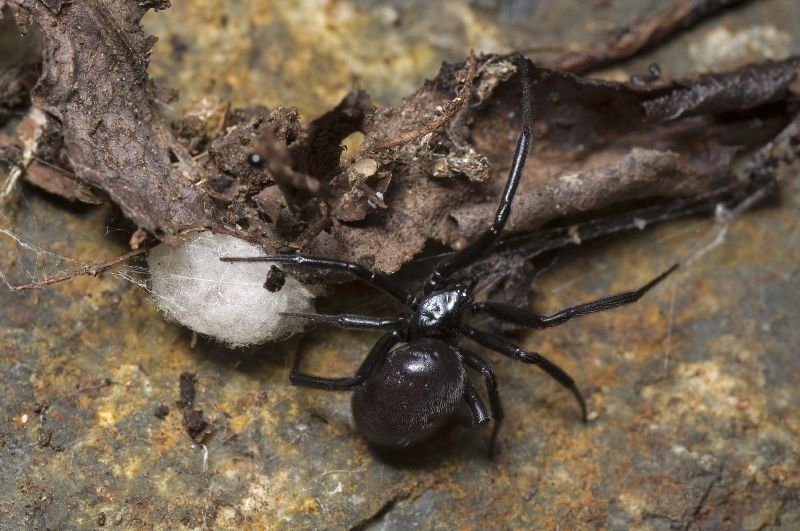
Steatoda capensis, femmina con sacco ovigero

- Steatoda bertkaui (Thorell, 1881) — Arcipelago delle Molucche, Nuova Guinea
- Steatoda bipunctata (Linnaeus, 1758) — Regione olartica
- Steatoda borealis (Hentz, 1850) — USA, Canada, Alaska
- Steatoda bradyi (Strand, 1907) — Sudafrica
- Steatoda brignolii Knoflach, 1996 — Grecia
- Steatoda capensis Hann, 1990 — Isola di Sant' Elena, Sudafrica, Nuova Zelanda
- Steatoda carbonaria (Simon, 1907) — Congo, Bioko (Golfo di Guinea)
  - Steatoda carbonaria minor (Simon, 1907) — Congo
- Steatoda caspia Ponomarev, 2007 — Kazakistan
- Steatoda castanea (Clerck, 1757) — Regione paleartica (Canada, introdotto)
- Steatoda chinchipe Levi, 1962 — Ecuador, Perù
- Steatoda cingulata (Thorell, 1890) — Cina, Corea, Laos, Giappone, Sumatra, Giava
- Steatoda connexa (O. P.-Cambridge, 1904) — Sudafrica
- Steatoda craniformis Zhu & Song, 1992 — Cina
- Steatoda dahli (Nosek, 1905) — dalla Turchia ad Israele, Asia centrale
- Steatoda diamantina Levi, 1962 — Brasile
- Steatoda distincta (Blackwall, 1859) — Madeira
- Steatoda ephippiata (Thorell, 1875) — dall'Algeria ad Israele

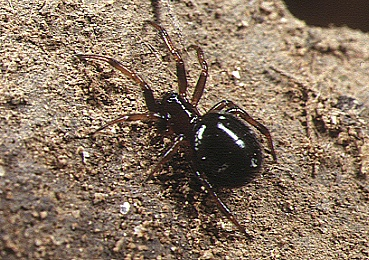
Steatoda erigoniformis, femmina

- Steatoda erigoniformis (O. P.-Cambridge, 1872) — zona compresa fra i due Tropici
- Steatoda fagei (Lawrence, 1964) — Sudafrica
- Steatoda fallax (Blackwall, 1865) — Isole Capo Verde
- Steatoda felina (Simon, 1907) — Congo
- Steatoda foravae Dippenaar-Schoeman & Müller, 1992 — Sudafrica
- Steatoda fulva (Keyserling, 1884) — USA, Messico
- Steatoda grandis Banks, 1901 — USA
- Steatoda grossa (C. L. Koch, 1838) — cosmopolita
  - Steatoda grossa strandi (Ermolajev, 1934) — Russia
- Steatoda gui Zhu, 1998 — Cina
- Steatoda hespera Chamberlin & Ivie, 1933 — USA, Canada
- Steatoda hui Zhu, 1998 — Cina
- Steatoda iheringi (Keyserling, 1886) — Brasile, Paraguay, Argentina
- Steatoda incomposita (Denis, 1957) — Portogallo, Spagna, Francia, Gibilterra, Corsica
- Steatoda italica Knoflach, 1996 — Francia, Corsica, Italia

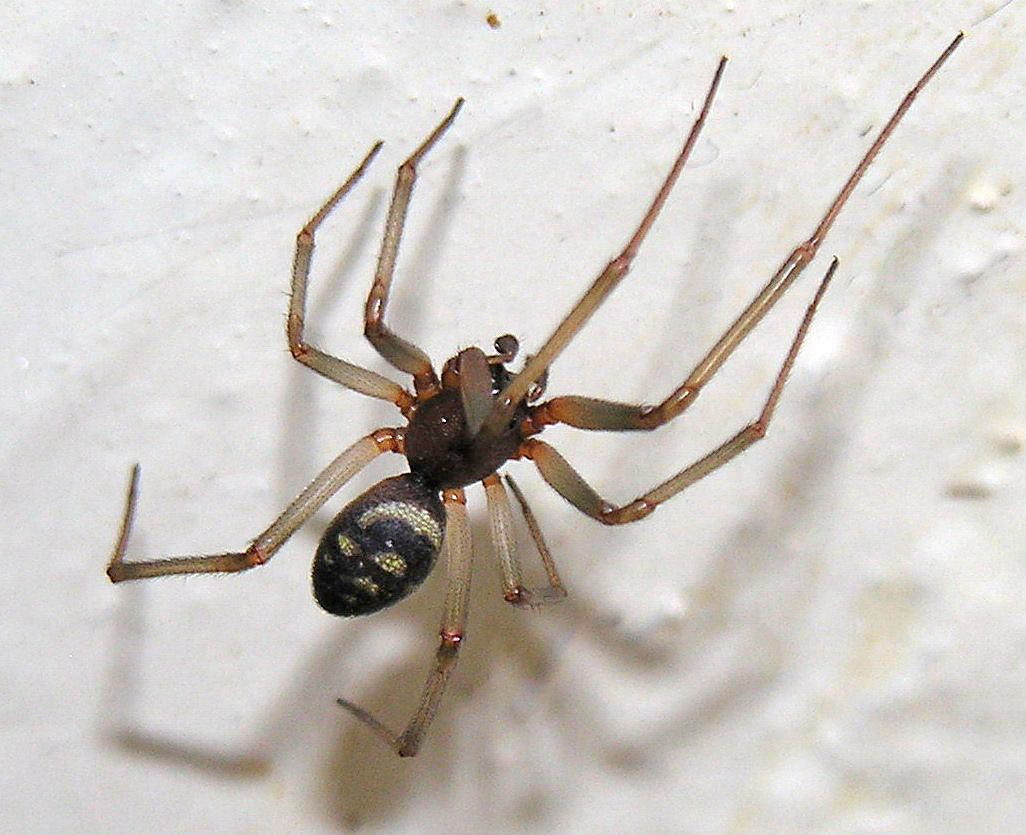
Steatoda grossa, maschio

- Steatoda kiwuensis (Strand, 1913) — Africa centrale
- Steatoda kuytunensis Zhu, 1998 — Cina
- Steatoda latifasciata (Simon, 1873) — Isole Canarie, dal Marocco ad Israele
- Steatoda latrodectoides (Franganillo, 1913) — Spagna
- Steatoda lawrencei Brignoli, 1983 — Sudafrica
- Steatoda lenzi (Strand, 1907) — Sudafrica
- Steatoda leonardi (Thorell, 1898) — Myanmar
- Steatoda lepida (O. P.-Cambridge, 1879) — Nuova Zelanda
- Steatoda linzhiensis Hu, 2001 — Cina
- Steatoda livens (Simon, 1894) — Tasmania
- Steatoda longurio (Simon, 1909) — Africa centrale
- Steatoda mainlingensis (Hu & Li, 1987) — Cina
- Steatoda mainlingoides Yin et al., 2003 — Cina
- Steatoda marmorata (Simon, 1910) — Sudafrica
- Steatoda marta Levi, 1962 — Colombia
- Steatoda maura (Simon, 1909) — Mediterraneo
- Steatoda medialis (Banks, 1898) — USA, Messico
- Steatoda meridionalis (Kulczynski, 1894) — dall'Europa orientale alla Georgia
- Steatoda mexicana Levi, 1957 — USA, Messico
- Steatoda micans (Hogg, 1922) — Vietnam

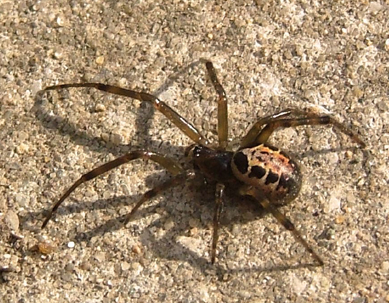
Steatoda nobilis

- Steatoda minima (Denis, 1955) — Niger
- Steatoda moerens (Thorell, 1875) — Algeria, Tunisia
- Steatoda moesta (O. P.-Cambridge, 1896) — dal Messico al Brasile
- Steatoda morsitans (O. P.-Cambridge, 1885) — Sudafrica
- Steatoda nahuana Gertsch, 1960 — Messico
- Steatoda nasata (Chrysanthus, 1975) — Isola Krakatoa, Nuova Irlanda (Papua Nuova Guinea), Australia
- Steatoda ngipina Barrion & Litsinger, 1995 — Filippine
- Steatoda nigrimaculata Zhang, Chen & Zhu, 2001 — Cina
- Steatoda nigrocincta O. P.-Cambridge, 1885 — Yarkand (Cina)
- Steatoda niveosignata (Simon, 1908) — Australia occidentale
- Steatoda nobilis (Thorell, 1875) — Madeira, Isole Canarie (Inghilterra, introdotto)
- Steatoda octonotata (Simon, 1908) — Australia occidentale
- Steatoda palomara Chamberlin & Ivie, 1935 — USA
- Steatoda pardalia Yin et al., 2003 — Cina
- Steatoda paykulliana (Walckenaer, 1805) — Europa, dal Mediterraneo all'Asia centrale
  - Steatoda paykulliana obsoleta (Strand, 1908) — Etiopia
- Steatoda perakensis Simon, 1901 — Malaysia
- Steatoda perspicillata (Thorell, 1898) — Myanmar
- Steatoda picea (Thorell, 1899) — Camerun
- Steatoda porteri (Simon, 1900) — Cile
- Steatoda pulchra (Keyserling, 1884) — USA
- Steatoda punctulata (Marx, 1898) — USA, Messico
- Steatoda quadrimaculata (O. P.-Cambridge, 1896) — dagli USA al Venezuela, Indie Occidentali
- Steatoda quaesita (O. P.-Cambridge, 1896) — Messico
- Steatoda quinquenotata (Blackwall, 1865) — Isole Capo Verde
- Steatoda retorta González, 1987 — Argentina
- Steatoda rhombifera (Grube, 1861) — Russia
- Steatoda rubrocalceolata (Simon, 1907) — Bioko (Golfo di Guinea)
- Steatoda rufoannulata (Simon, 1899) — India, Sri Lanka, Sumatra, Giava
- Steatoda sabulosa (Tullgren, 1901) — Bolivia, Argentina, Cile
- Steatoda sagax (Blackwall, 1865) — Isole Capo Verde
- Steatoda saltensis Levi, 1957 — Messico
- Steatoda semideserta Ponomarev, 2005 — Kazakistan
- Steatoda seriata (Simon, 1899) — Sumatra
- Steatoda singoides (Tullgren, 1910) — Tanzania
- Steatoda sordidata O. P.-Cambridge, 1885 — Yarkand (Cina)

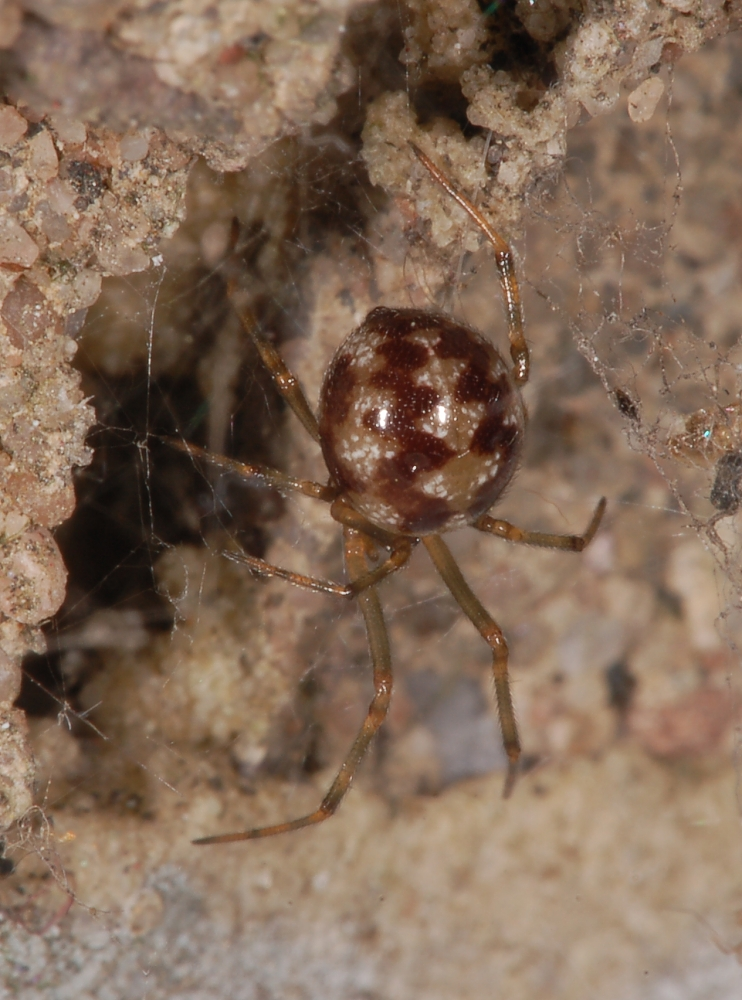
Steatoda triangulosa

- Steatoda speciosa (Thorell, 1898) — Myanmar
- Steatoda subannulata (Kulczynski, 1911) — Nuova Guinea, Nuova Britannia (Indonesia)
- Steatoda terastiosa Zhu, 1998 — Cina
- Steatoda tigrina (Tullgren, 1910) — Tanzania
- Steatoda tortoisea Yin et al., 2003 — Cina
- Steatoda transversa (Banks, 1898) — USA, Messico
- Steatoda trianguloides Levy, 1991 — Israele
- Steatoda triangulosa (Walckenaer, 1802) — cosmopolita
  - Steatoda triangulosa concolor (Caporiacco, 1933) — Libia
- Steatoda tristis (Tullgren, 1910) — Tanzania
  - Steatoda tristis ruwenzorica (Strand, 1913) — Africa centrale
- Steatoda truncata (Urquhart, 1888) — Nuova Zelanda
- Steatoda ulleungensis Paik, 1995 — Corea
- Steatoda uncata Zhang, Chen & Zhu, 2001 — Cina
- Steatoda variabilis (Berland, 1920) — Africa orientale
- Steatoda variata Gertsch, 1960 — USA, Messico
  - Steatoda variata china Gertsch, 1960 — USA, Messico
- Steatoda variipes (Keyserling, 1884) — Perù
- Steatoda vaulogeri (Simon, 1909) — Vietnam
- Steatoda venator (Audouin, 1826) — Egitto
- Steatoda violacea (Strand, 1906) — Etiopia
- Steatoda wangi Zhu, 1998 — Cina
- Steatoda washona Gertsch, 1960 — USA, Messico
- Steatoda xerophila Levy & Amitai, 1982 — Israele
- Steatoda xishuiensis Zhang, Chen & Zhu, 2001 — Cina

## Stemmops
Stemmops O. P.-Cambridge, 1894
- Stemmops belavista Marques & Buckup, 1996 — Brasile
- Stemmops bicolor O. P.-Cambridge, 1894 — dagli USA a Panama, Cuba, Isole Bahama
- Stemmops cambridgei Levi, 1955 — Messico, Honduras
- Stemmops caranavi Marques & Buckup, 1996 — Bolivia
- Stemmops carius Marques & Buckup, 1996 — Brasile
- Stemmops concolor Simon, 1897 — Isola Saint Vincent (Piccole Antille)

Stemmops servus, maschio, disegno

- Stemmops cryptus Levi, 1955 — Panama
- Stemmops forcipus Zhu, 1998 — Cina
- Stemmops lina Levi, 1955 — Messico
- Stemmops mellus Levi, 1964 — Panama
- Stemmops nigrabdomenus Zhu, 1998 — Cina
- Stemmops nipponicus Yaginuma, 1969 — Cina, Corea, Giappone
- Stemmops ornatus (Bryant, 1933) — USA
- Stemmops orsus Levi, 1964 — Panama, Brasile
- Stemmops osorno (Levi, 1963) — Cile
- Stemmops questus Levi, 1955 — dal Messico al Venezuela
- Stemmops salenas Marques & Buckup, 1996 — Brasile
- Stemmops servus Levi, 1964 — Panama
- Stemmops subtilis (Simon, 1895) — Venezuela
- Stemmops vicosa Levi, 1964 — Brasile
- Stemmops victoria Levi, 1955 — Messico

## Stoda
Stoda Saaristo, 2006
- Stoda libudum (Roberts, 1978) — Isole Seychelles

## Styposis
Styposis Simon, 1894
- Styposis ajo Levi, 1960 — USA
- Styposis albula (Gertsch, 1960) — Guyana
- Styposis camoteensis (Levi, 1967) — Isole Juan Fernandez (Oceano Pacifico, coste cilene)

Styposis selis, maschio, disegno

- Styposis chickeringi Levi, 1960 — Panama
- Styposis clausis Levi, 1960 — dagli USA alla Colombia
- Styposis colorados Levi, 1964 — Ecuador
- Styposis flavescens Simon, 1894 — dal Nicaragua al Venezuela
- Styposis kahuziensis Miller, 1970 — Congo
- Styposis lutea (Petrunkevitch, 1930) — Porto Rico
- Styposis nicaraguensis Levi, 1960 — Nicaragua
- Styposis rancho Levi, 1960 — Venezuela
- Styposis scleropsis Levi, 1960 — Panama
- Styposis selis Levi, 1964 — Brasile
- Styposis tepus (Levi, 1967) — Cile